# Donga-Mantung
Donga-Mantung ist ein Département der Region Nord-Ouest in Kamerun.
Auf einer Fläche von 4279 km² leben nach der Volkszählung 2001 337.533 Einwohner. Die Hauptstadt ist Nkambé.

## Gemeinden
- Ako
- Misaje
- Ndu
- Nkambé
- Nwa